# 市之倉口站
市之倉口站（日语：／ Ichinokuraguchi eki */?）是位於岐阜縣多治見市，東濃鐵道笠原線的鐵路車站（廢站）。
此站會處理貨物（陶器、耐火磚等）。

## 歷史
- 1928年（昭和3年）7月1日：笠原鐵道車站啟用[1][2]。
- 1944年（昭和19年）3月1日：笠原鐵道與駄知鐵道等公司合併為東濃鐵道（第二代）。此站成為東濃鐵道笠原線車站。
- 約1950年（昭和25年）：設置交會設備。
- 1971年（昭和46年）6月12日：由於客量減少，笠原線的客運業務暫停。自此該線只有貨運業務。此站變為貨運車站。當時此站起卸量最多的貨物是東京窯業（日语：東京窯業）的耐火磚。
- 1978年（昭和53年）
  - 10月31日：與東京窯業相關的貨運由鐵路變為貨車，笠原線結束貨運業務。
  - 11月1日：笠原線廢線，此站也被廢除[2]。

## 車站構造
此站是地面車站，設有交會設施。另外，此站設有貨運專用月台。車站鄰接東京窯業多治見工場的專用線，該專用線在廢線前一直使用。

## 現況
在1979年（昭和54年），多治見市決定把笠原線的路軌遺址改建為單車徑和行人路。平和町至瀧呂町之間的部分於1998年（平成10年）完成。在改建後，車站遺址已經看不見任何痕跡，而東京窯業多治見工場附近還有一些鐵路痕跡。

## 相鄰車站
東濃鐵道
笠原線
本多治見－市之倉口－笠原
在1973年（昭和48年）3月24日前，此站至笠原站之間設有下瀧呂站和瀧呂站。

## 注腳
1. ↑  「地方鉄道運輸開始」《官報》1928年7月6日（國立國會圖書館數碼化收藏）
2. 1 2  今尾惠介監修《日本鐵道旅行地圖帳 7號 東海》新潮社 42頁

## 相關項目
- 日本鐵路車站列表 I